# Yox!
Yox! (Йок!, укр. Ні!; повна назва: «Yox!» Рух-Азербайджан) — ненасильницький демократичний молодіжний рух в Азербайджані, що створений за зразком таких рухів як Отпор!, Кмара, Пора! (чорна), Зубр і KelKel.